# Toetoe 偷偷
toetoe 偷偷，是一個臺灣的及時通訊社交網站平台。該網站由楊皓宇（Howie）成立於2013年；根據PTT實業坊 NTU版顯示以及作者本人表示，該作品原本應是當時國立臺灣大學「創業創意學程」藝術設計與行銷課程期末學生作品之一。2018之後便再也沒有維修完成的一天，前期還希望人家贊助他們

## 概略

### 緣起
在2013年，國立臺灣大學「創業創意學程」藝術設計與行銷課程上有以「修復關係」為主題的期末作業；楊皓宇於是在創作過程中構思出該服務平台。

### 使用方法
使用toetoe 偷偷時須先以Facebook帳號登入，再留下電子信箱地址，最後再輸入欲向對方傳達之留言；而且，若對方也透過該平台留言，雙方信件才會送達彼此電子信箱。但是，因為有些電子郵件服務平台可能會阻擋或過濾自該平台系統發出之訊息，使用者須自行至其電子信箱內檢查是否有訊息遺漏。

### 合作平台
- Womany-Toetoe[5]